# Bahnstrecke Enghien-les-Bains–Montmorency
| Empfangsgebäude des Bahnhofs Montmorency (links) an der heutigen Place Franklin Roosevelt (frühes 20. Jahrhundert) |                      |                                                                    |                                                   |
| Streckenlänge: | ~ 3 km               |                                                                    |                                                   |
| Spurweite: | 1435 mm (Normalspur) |                                                                    |                                                   |
| |                      |                                                                    |                                                   |
| \| \| \| Bahnstrecke Saint-Denis–Dieppe von Saint-Denis (Seine-Saint-Denis) \| \| \| \| \| \| \| \| \| 11,363 \| Enghien-les-Bains \| Enghien-les-Bains \| \| \| \| Bahnstrecke Saint-Denis–Dieppe n. Ermont-Eaubonne \| \| \| \| \| Pointe-Raquet (ab 1895) \| \| \| \| \| Soisy-sous-Montmorency (ab 1871) \| \| \| \| 14,4xx \| Montmorency (Val-d’Oise) \| 114 m \| |                      |                                                                    |                                                   |
| |                      | Bahnstrecke Saint-Denis–Dieppe von Saint-Denis (Seine-Saint-Denis) |                                                   |
| |                      |                                                                    |                                                   |
| Bahnhof | 11,363               | Enghien-les-Bains                                                  | Enghien-les-Bains                                 |
| Abzweig ehemals geradeaus und nach links |                      | Bahnstrecke Saint-Denis–Dieppe n. Ermont-Eaubonne                  | Bahnstrecke Saint-Denis–Dieppe n. Ermont-Eaubonne |
| Haltepunkt / Haltestelle (Strecke außer Betrieb) |                      | Pointe-Raquet (ab 1895)                                            | Pointe-Raquet (ab 1895)                           |
| Haltepunkt / Haltestelle (Strecke außer Betrieb) |                      | Soisy-sous-Montmorency (ab 1871)                                   | Soisy-sous-Montmorency (ab 1871)                  |
| Kopfbahnhof Streckenende (Strecke außer Betrieb) | 14,4xx               | Montmorency (Val-d’Oise)                                           | 114 m                                             |

Die Bahnstrecke Enghien-les-Bains–Montmorency war eine kurze, regelspurige Stichbahn in Frankreich, die Montmorency mit Enghien-les-Bains verband.

## Geschichte und Beschreibung

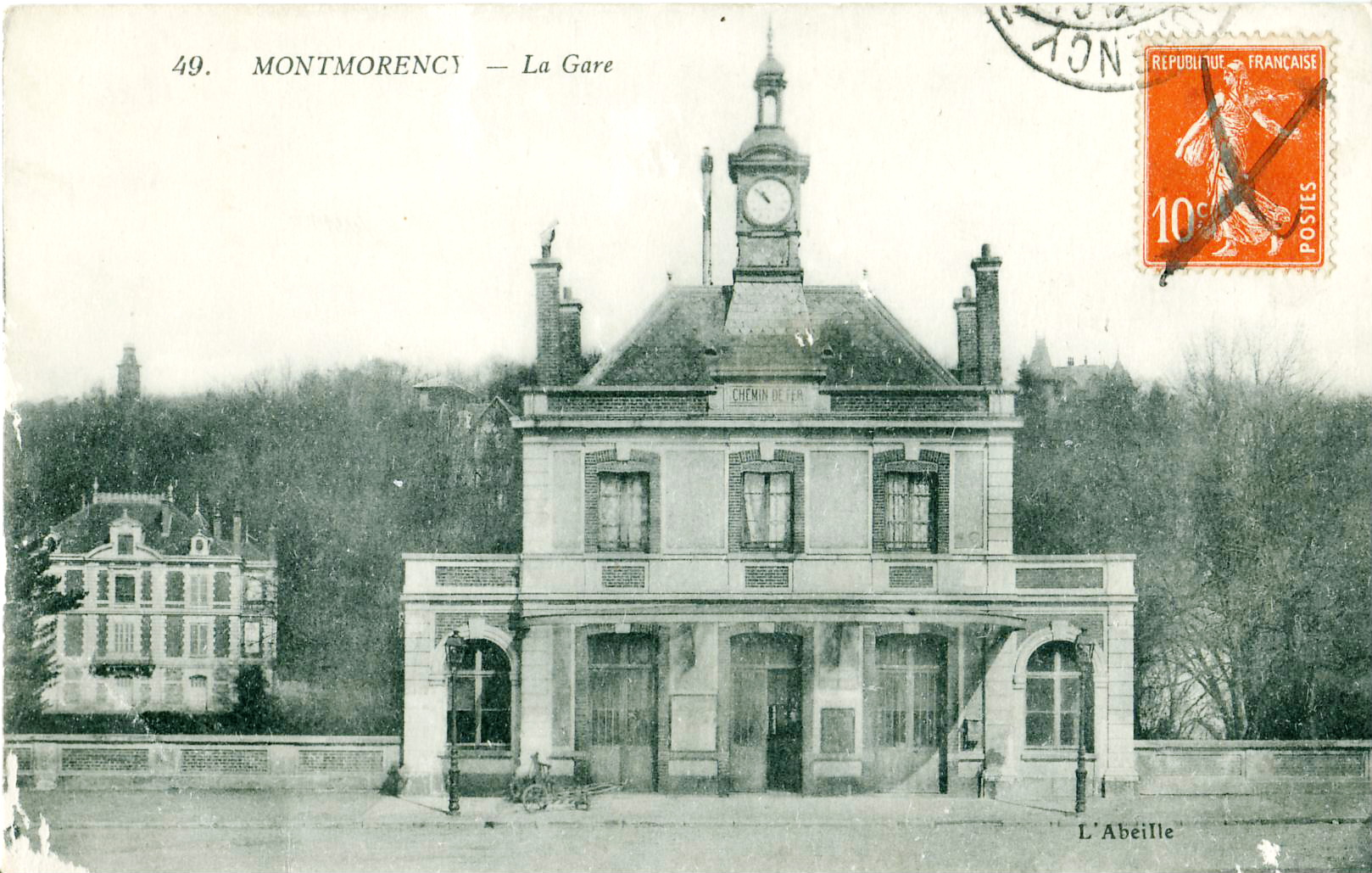
Straßenfront des Empfangsgebäudes Montmorency (vor 1915)

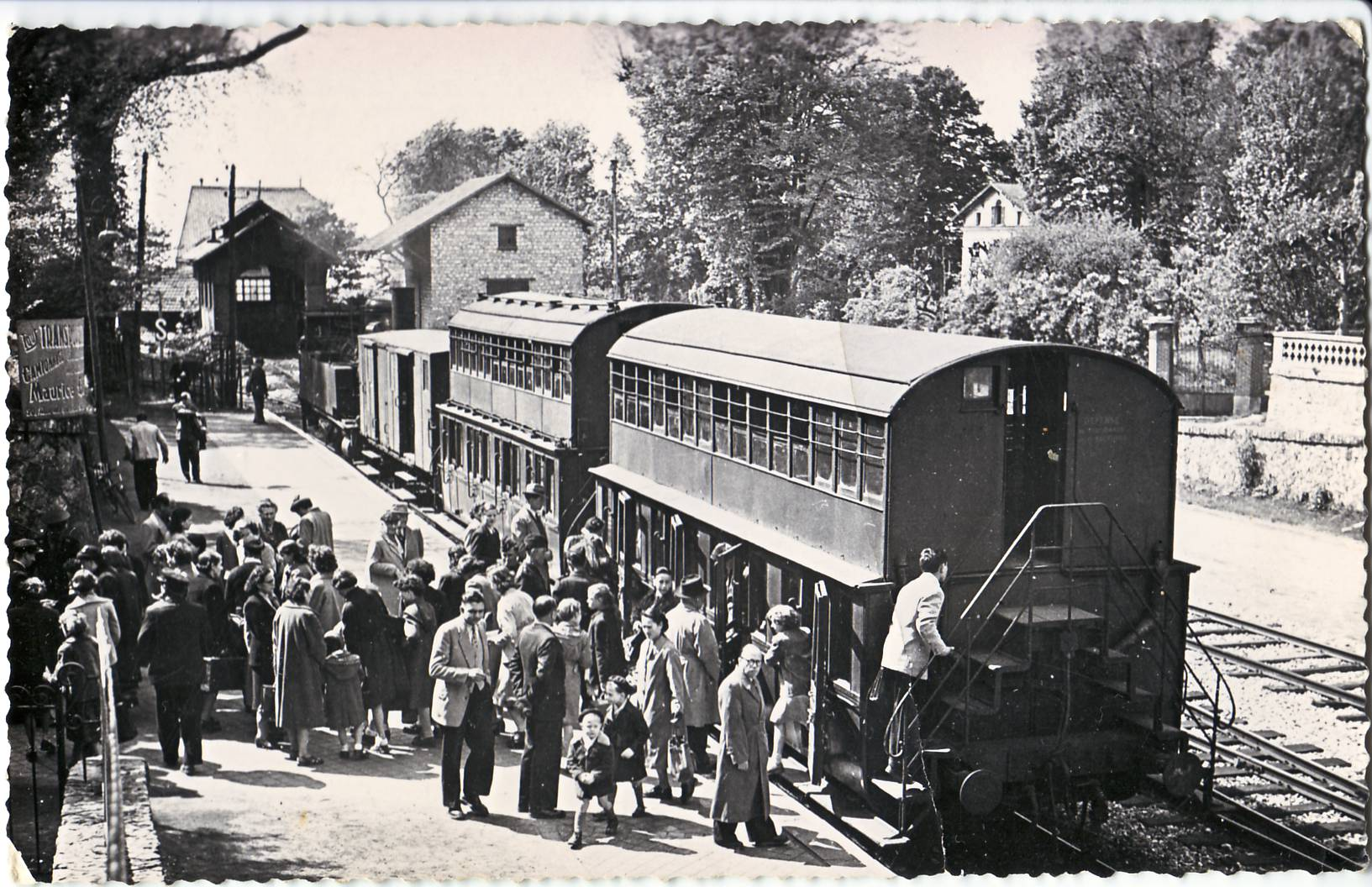
Zug mit Bidel-Doppelstockwagen im Bahnhof Montmorency (1951)

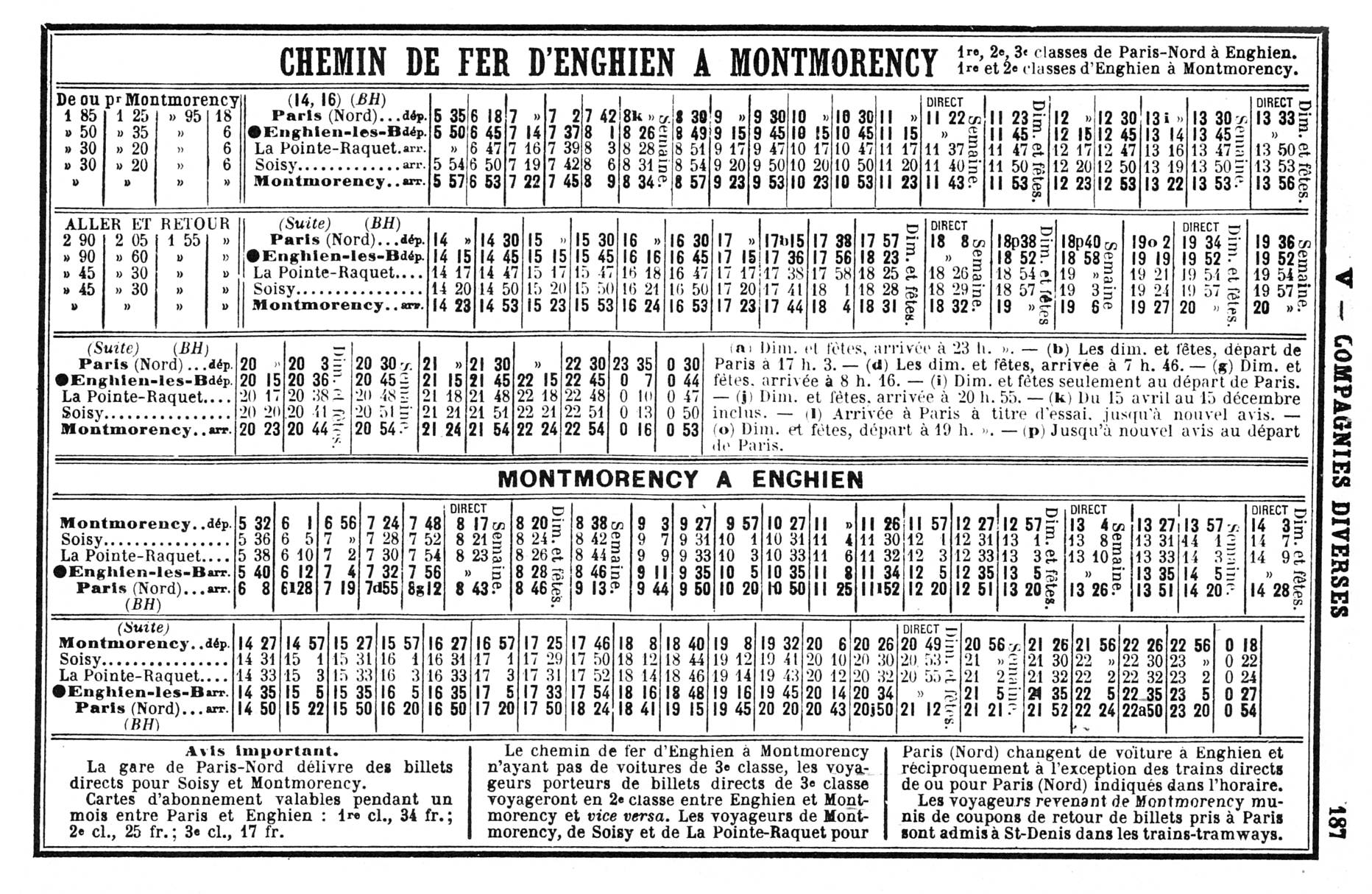
Fahrplan von Mai 1914

Das Zentrum von Montmorency liegt nördlich der Seine, rund 85 m oberhalb des 1846 eröffneten Bahnhofs Enghien an der Bahnstrecke Saint-Denis–Dieppe, auf einem Zeugenberg in etwa 130 m Höhe. Eine Erschließung des beliebten Ausflugsorts erforderte daher den Bau einer Steilstrecke mit ungewöhnlichem Betriebsablauf. Mit einer maximalen Steigung von 46,3 ‰ wurde die Strecke eine der steilsten des Landes mit Adhäsionsbetrieb.
Die Konzession für den Bau der rund 3 km langen Strecke erhielten am 10. September 1864 die Herren Rey de Foresta (damals Bürgermeister von Montmorency) und Marchand. Sie wurde am 30. Juni 1866 von der privaten Compagnie EM eröffnet. Da die Lokomotiven immer talseitig standen, den Zug also den Berg hinaufschoben, wurde die Bahn unter dem Namen „Refoulons“ bekannt.
Der Endbahnhof Montmorency wurde in einem kleinen Trockental auf 114 m Höhe angelegt. Er umfasste ein auf dem Straßenniveau gelegenes Empfangsgebäude, einen einzigen Bahnsteig, einen einständigen Lokomotivschuppen mit Behandlungsanlagen und eine Güter- und Viehhalle. Im Jahr 1871 wurde in Soisy eine Zwischenstation eröffnet, mit dem Haltepunkt Pointe-Raquet kam 1895 eine zweite hinzu. Die Strecke wies einen intensiven Verkehr auf; so verkehrten im Sommer 1914 bei Betrieb von 5:30 Uhr bis 1:00 Uhr werktags 36 Zugpaare. Während des Ersten Weltkriegs ging deren Zahl auf 20 zurück, ab 1936 bis zum Ausbruch des Zweiten Weltkriegs waren es dann wieder 30 Paare. Die Fahrzeit zwischen den beiden Endpunkten betrug acht bis neun Minuten. Das größte Verkehrsaufkommen wies der Bahnhof Montmorency auf: 230.000 Fahrgäste im Jahr 1866, 333.279 im Jahr 1919. Das nachweisbar höchste Fahrgastaufkommen insgesamt wurde mit 405.536 Personen im Jahr 1919 ermittelt, wovon 9,53 % in Soisy und 8,28 % in Pointe-Raquet aus- bzw. zustiegen. Der Güterverkehr spielte nur eine untergeordnete Rolle; wichtigster Kunde war der Gipssteinbruch Carrière des Basserons, der an der Gemeindegrenze zwischen Soisy und Montmorency über den einzigen Gleisanschluss der Strecke verfügte. Er brachte ein Frachtaufkommen von rund 20.000 Tonnen pro Jahr, in den 1930er Jahren wurde er stillgelegt.
Die Lokomotiven stellte bis Ende 1937 die Compagnie des chemins de fer du Nord (NORD), dann die SNCF. Von Sommer 1891 bis zum Kriegsausbruch 1914 liefen einige Züge ohne Halt in Enghien vom und zum Pariser Bahnhof Gare du Nord durch; dieser Verkehr wurde nach dem Krieg für kurze Zeit wieder aufgenommen und endete endgültig im Sommer 1921. Bis 1936 war der Betrieb der Strecke für ihre privaten Eigentümer rentabel, danach wurde er defizitär. Die am 1. Januar 1938 gegründete SNCF durfte die Strecke nicht übernehmen, die Bahn wurde aber unter staatliche Treuhandschaft gestellt. Fortan verschlechterte sich die Unterhaltung von Strecke und Material, worauf sich Zwischenfälle häuften. In den Jahren 1940 und 1945 wurde die Bahn daher zwangsverwaltet.
Da Staat und Gebietskörperschaften es ablehnten, das immer größer werdende Defizit zu übernehmen, wurde die Strecke stillgelegt – der letzte Zug fuhr am 30. Juni 1954. Bis zur Betriebseinstellung wurden auf der Strecke Doppelstockwagen eingesetzt, zuletzt die landesweit letzten des zweiachsigen Typs Voiture Bidel; danach übernahmen Straßenbusse den Verkehr. 1956 wurden die Gleise abgebaut, das Empfangsgebäude von Montmorency wurde 1965 nach einem Erdrutsch abgebrochen.

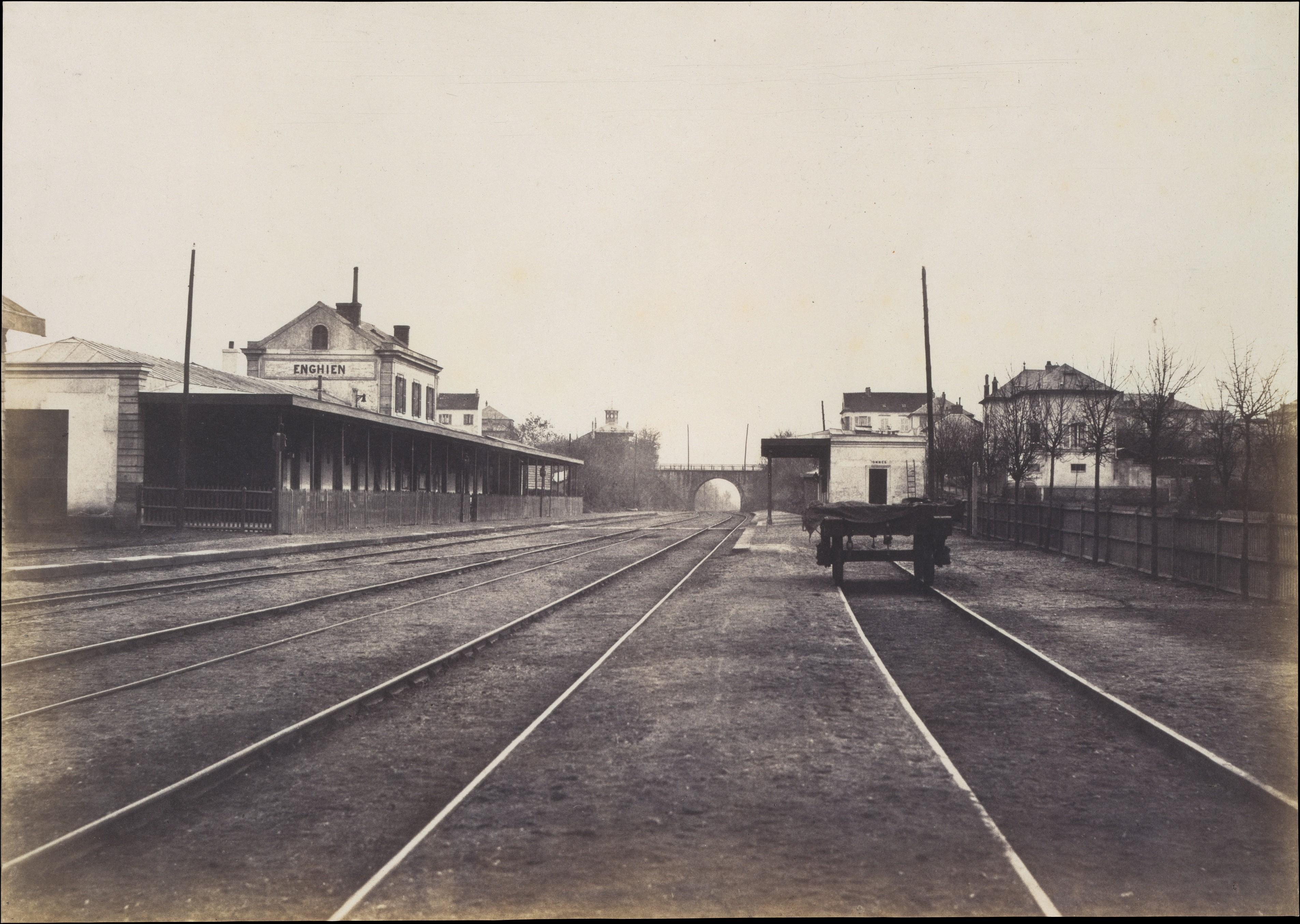
Bahnhof Enghien (1855)
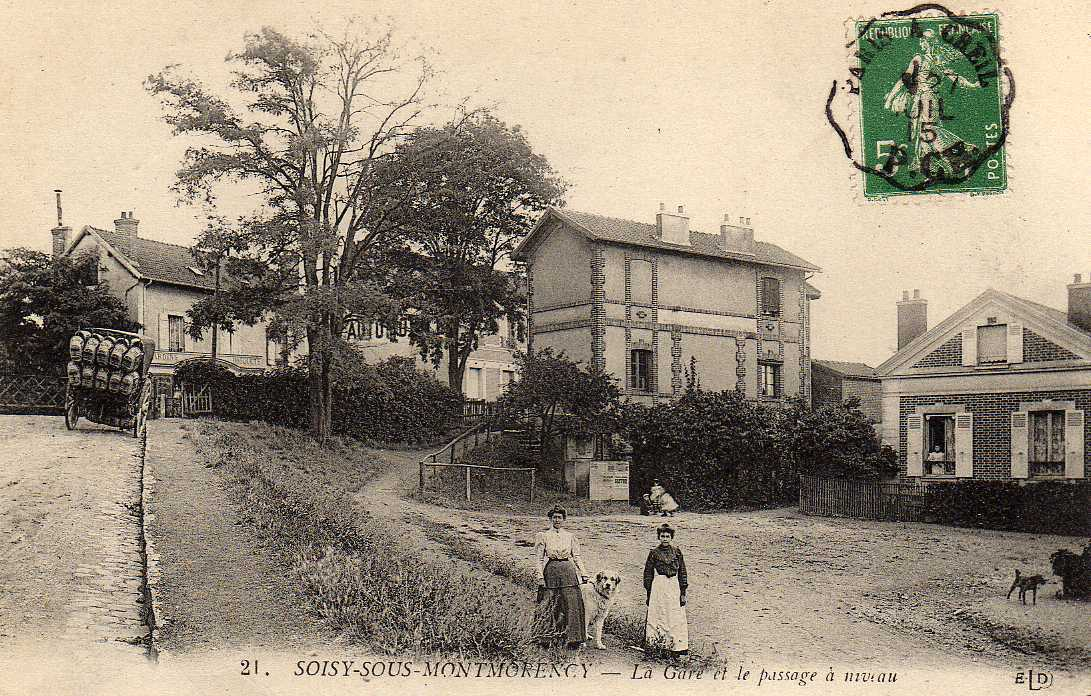
Bahnhof Soisy (1915)
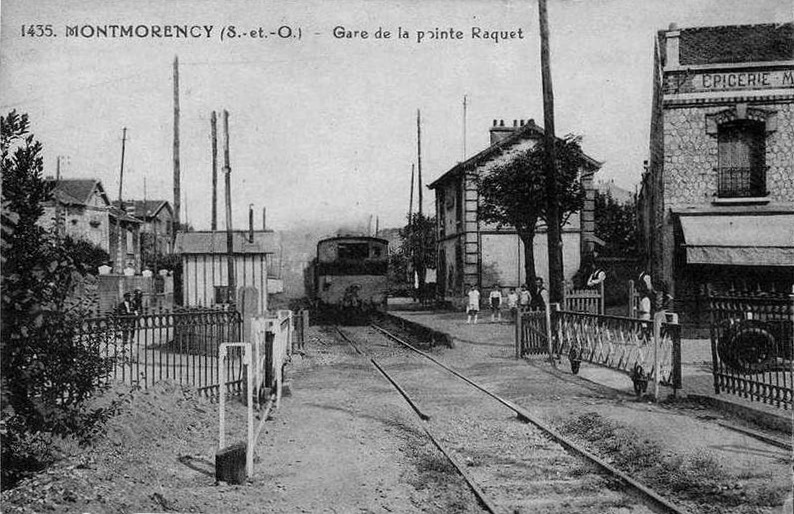
Haltepunkt Pointe-Raquet
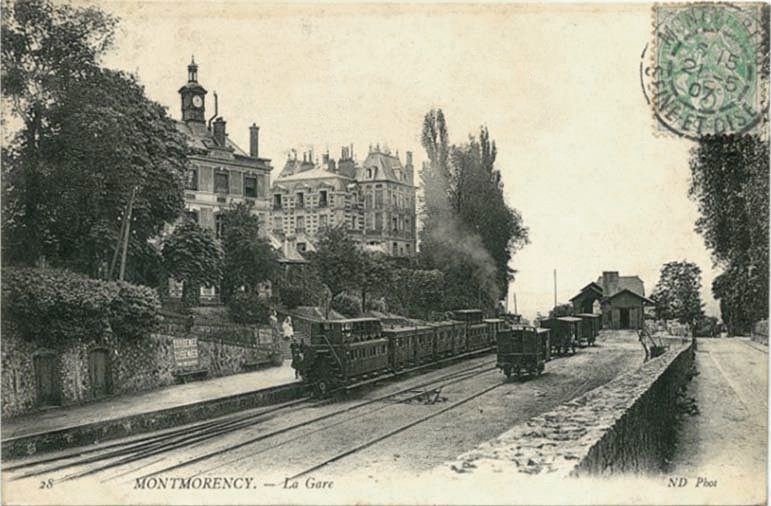
Bahnhof Montmorency, links das höherliegende Empfangsgebäude (1907)
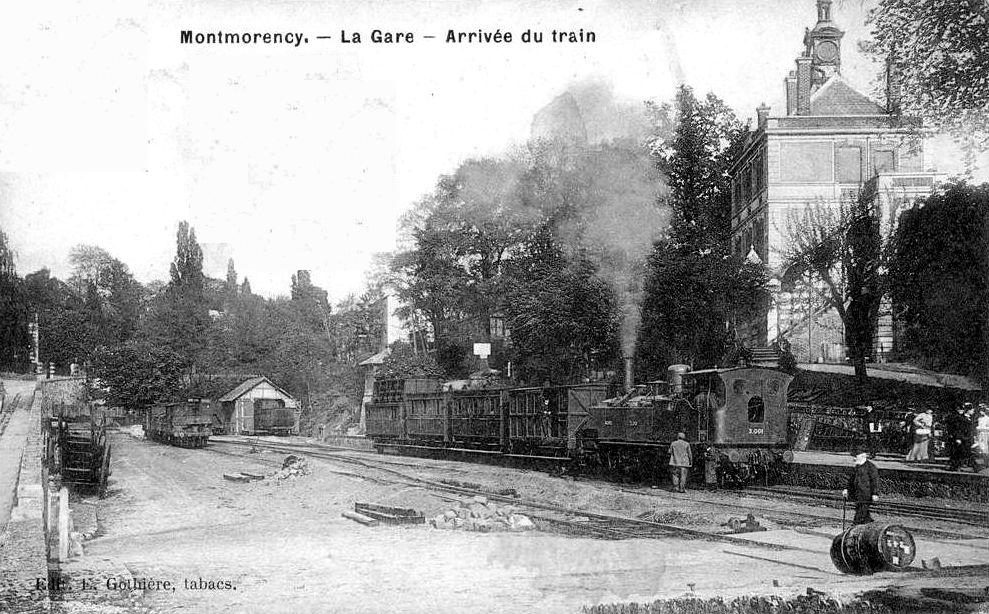
Bahnhof Montmorency von Westen (Anfang 20. Jahrhundert)